# Crosscut Point
Der Crosscut Point (englisch für Kreuzhiebspitze) ist eine aus zerklüfteten Felsen mit charakteristischen Dykes bestehende Landspitze am nördlichen Ende von Vindication Island im Archipel der Südlichen Sandwichinseln. Sie markiert die westliche Begrenzung der nördlichen Einfahrt zum Nelson Channel.
Wissenschaftler der britischen Discovery Investigations, die das Gebiet 1930 vermaßen, gaben der Landspitze ihren deskriptiven Namen.